# Antonio Fanelli
Antonio Fanelli (* 29. Mai 1966 in Bari) ist ein ehemaliger italienischer Radrennfahrer.
Dreimal errang Antonio Fanelli einen italienischen Meistertitel: 1984 wurde er italienischer Junioren-Meister im Straßenrennen, 1986 der Amateure im Straßenrennen und 1993 der Profis im Steherrennen, der letzten italienischen Meisterschaft in dieser Disziplin. Er war Profi von 1989 bis 1996, die großen Erfolge auf der Straße blieben jedoch aus.
Bei den UCI-Bahn-Weltmeisterschaften 1992 in Valencia belegte Fanelli bei den Profi-Stehern Platz drei. Seit dem Ende seiner aktiven Radsport-Karriere ist er als Sportlicher Leiter verschiedener Radsport-Teams tätig. Er ist ein Bruder des Radrennfahrers Ivan Fanelli und ein Schwager des Rennfahrers Timothy Jones aus Simbabwe.